# Эбзеев, Шахарби Кеккезович
Шахарби Кеккезович Эбзеев (карач.-балк. Эбзелени Кёккёзню джашы Шахарби; 1913, Джегута — 1982, Кисловодск) — карачаево-балкарский поэт, музыкант и драматург.

## Биография
Шахарби Эбзеев родился в ауле Джегута. Однако вскоре его семья переехала в Кисловодск. Окончив 9 классов школы в 1929 году Шахарби работал заведующим клубом в родном городе.

### Драматург
В возрасте 17 лет Шахарби Эбзеев написал пьесу "Огурлу". Его премьера состоялась в 1931 году в городе Микоян-Шахар. 7 декабря того же года спектакль был поставлен на сцене Дома культуры кожевенной фабрики в Ростове-на-Дону, где проходила первая Олимпиада искусства народов Северного Кавказа. Спектакль имел огромный успех.